# Interestatal 15 en California
En el estado de California, la Interestatal 15 es una ruta principal de norte-sur que pasa por los condados de San Bernardino, Riverside y San Diego, y tiene una longitud de 287,26 millas (462,3 km) en el estado. Es una de las principales vías transitadas del Sur de California y Las Vegas, Nevada. También es la ruta principal entre San Diego e Inland Empire.
Esta ruta forma parte del Sistema de Autovías y Vías Expresas de California y es eligible para el Sistema Estatal de Carreteras Escénicas.